# Majorstuen

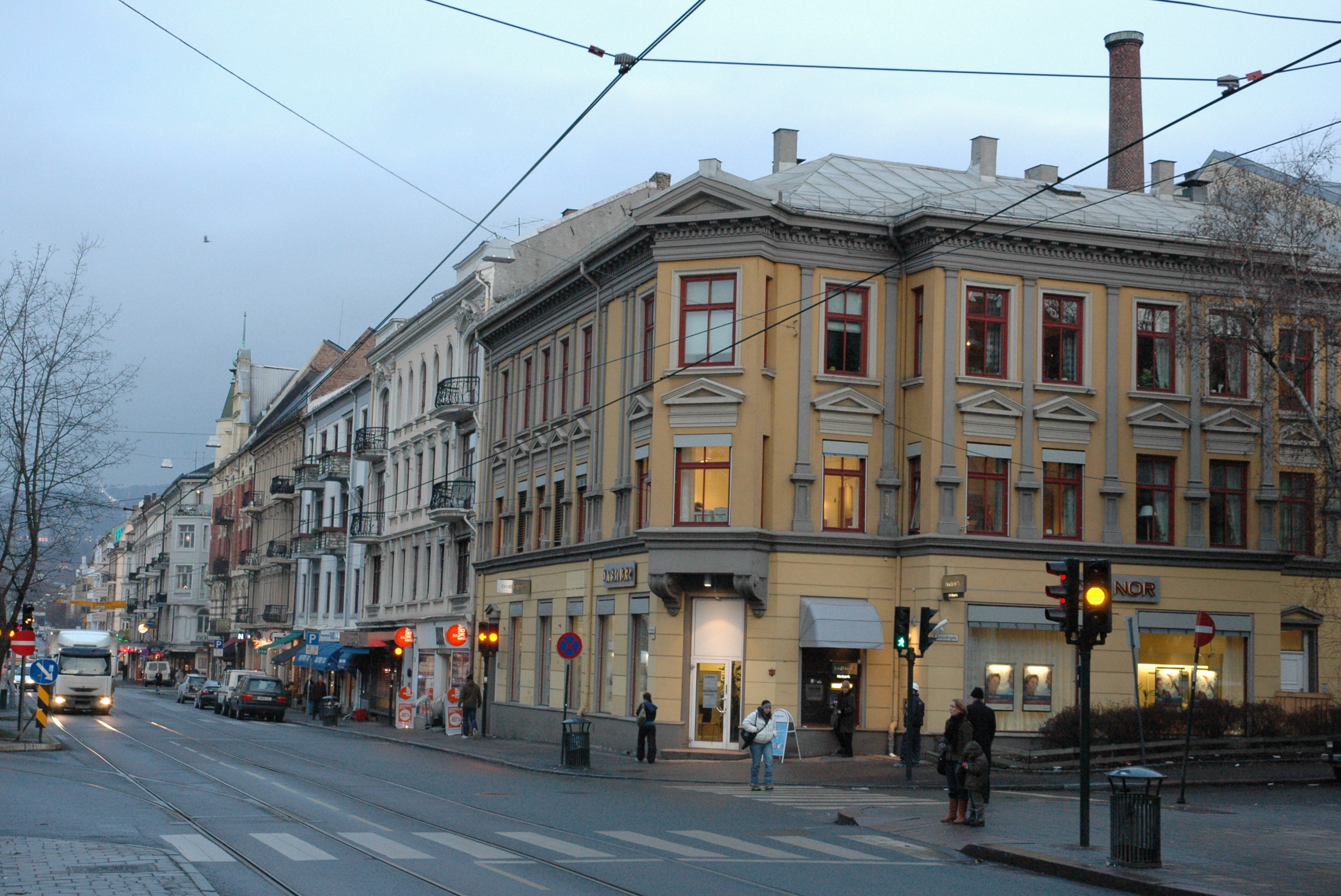
Bogstadveien

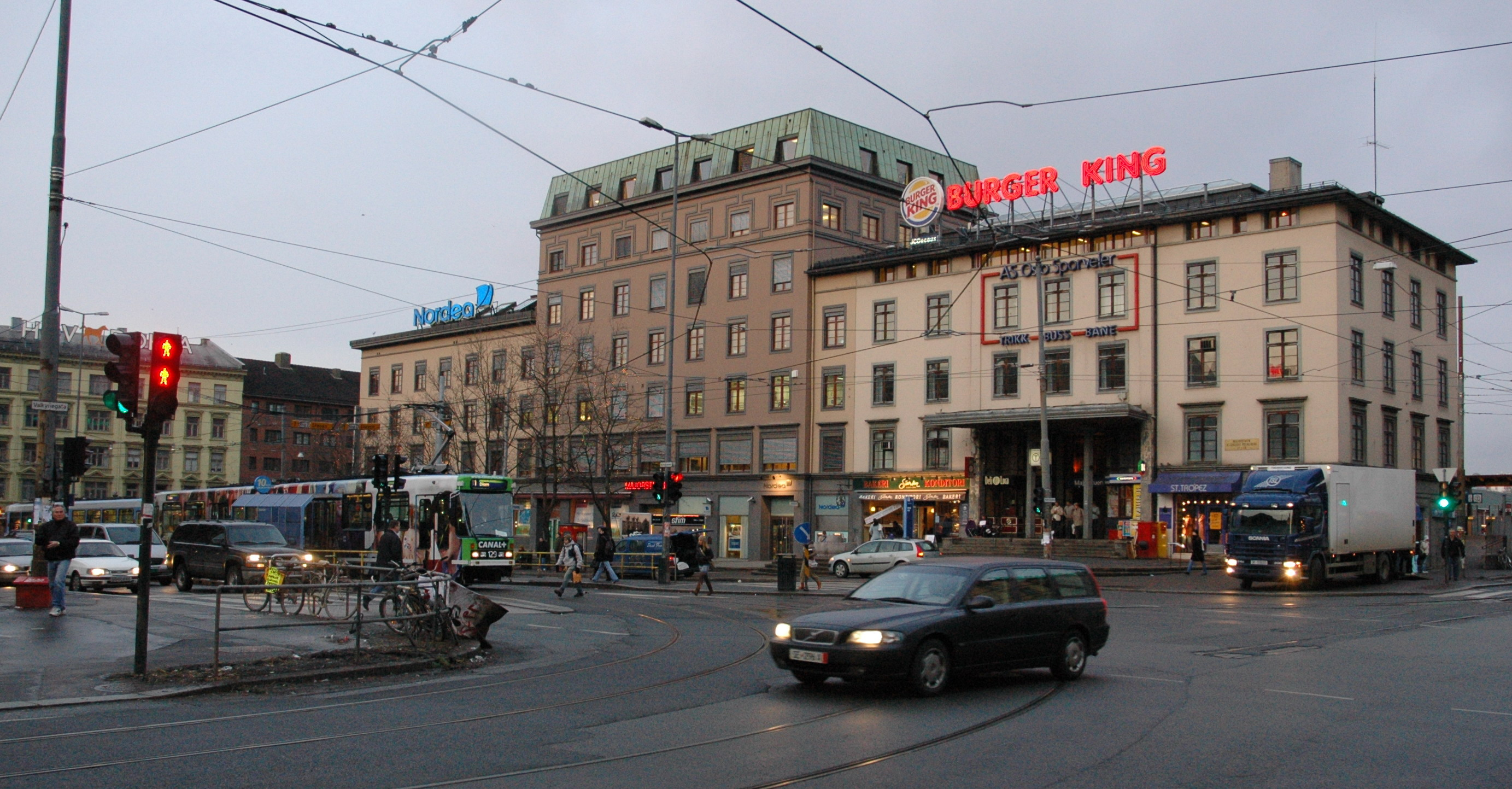
Majorstuhuset

Majorstuen[uttal saknas] eller Majorstua är ett område i stadsdelen Frogner i Oslo. Området är känt för sitt pulserande centrumliv, speciellt på shoppinggatan Bogstadveien. Majorstuen är en viktig knutpunkt för kollektivtrafiken i Oslo – alla t-banelinjerna, tre spårvagnslinjer och fem busslinjer passerar här.